# 腰抜け二刀流
『腰抜け二刀流』（こしぬけにとうりゅう）は、1950年（昭和25年）製作・公開、並木鏡太郎監督の日本の長篇劇映画である。森繁久彌が映画出演2作目にして、初主演に抜擢されたミュージカル・コメディである。

## 略歴・概要
早稲田大学を卒業し、第二次世界大戦前、東宝の前身の東宝映画に入社し、戦後、新東宝の設立に参加した映画プロデューサーの佐藤一郎が、佐藤プロダクション名義で製作した作品である。マキノ・プロダクションのヴェテラン監督並木鏡太郎、山中貞雄が参加したことで知られる脚本家集団・鳴滝組出身の脚本家三村伸太郎といった大御所を新東宝に招き、同年5月6日にマキノ正博（のちのマキノ雅弘）と離婚したばかりの轟夕起子を、同年3月に並木が監督した『右門伊豆の旅日記』以来連続的に起用した。
1947年（昭和22年）に東宝が製作・配給した『女優』に端役で出演した後、ムーランルージュ新宿座の舞台で軽演劇に出演していた、佐藤と同世代で同じ早稲田大学出身の俳優・森繁久彌を主役に抜擢した。

## スタッフ・作品データ
- 監督 : 並木鏡太郎
- 脚本 : 三村伸太郎
- 撮影 : 平野好美

- プロデューサー : 佐藤一郎

- 製作 : 佐藤プロダクション
- 上映時間 （巻数 / メートル） : 76分 （9巻 / 2,510メートル）
- フォーマット : 白黒映画 - スタンダードサイズ（1.37:1） - モノラル録音
- 公開日 :  日本 1950年9月26日
- 配給 :  新東宝

## キャスト
- 宮本武蔵之助：森繁久彌
- おろく：轟夕起子
- 田村伸左エ門：江川宇礼雄
- 与茂作：岸井明
- 殿様：花菱アチャコ
- 淺次郎：田中春男
- 中村屋権六：左卜全
- 宇坂半兵衛：鳥羽陽之助
- おとせ：清川虹子
- おこと：香川京子

## 註
1. 1 2  佐藤一郎、『日本人名大辞典』、講談社、コトバンク、2009年11月10日閲覧。
2. 1 2  瀬川昌治と喜劇役者たち エノケンからたけしまで - 瀬川昌治インタビュー vol.2、flowerwild.net, 2008年2月6日付、2009年11月10日閲覧。
3. ↑  『映画渡世・天の巻 - マキノ雅弘自伝』、マキノ雅弘、平凡社、1977年、p.225, 255-260.
4. ↑  轟夕起子、日本映画データベース、2009年11月10日閲覧。
5. ↑  女優、日本映画データベース、2009年11月10日閲覧。